# David Stephenson Rohde
David Stephenson Rohde (Maine, em 1967) é um jornalista investigativo estadunidense que trabalhou para o The New York Times, ele ganhou o Prémio Pulitzer de Reportagem Internacional em 1996 por sua cobertura do massacre de Srebrenica. Ele foi sequestrado em novembro de 2008 pelo grupo Talibã, conseguiu fugir em junho de 2009 com o seu repórter, ambos foram ajudados por diversos veículos de imprensa, incluindo a wikipédia, para manter sua biografia em sigilo e facilitar a sua fuga. Ele compartilhou um segundo Prémio Pulitzer para a cobertura de equipes da Times de 2008 do Afeganistão e Paquistão.